# Montenegro op het Junior Eurovisiesongfestival
Montenegro nam in 2014 en 2015 deel aan het Junior Eurovisiesongfestival.

## Geschiedenis
Montenegro debuteerde op het Junior Eurovisiesongfestival 2014 met het liedje Budi dijete na jedan dan gezongen door het duo Maša Vujadinović & Lejla Vulić. Het land eindigde op een veertiende plaats. In 2015 nam Montenegro weer mee aan het festival. Dat jaar stuurde ze Jana Mirković. Ze eindigde op een dertiende plaats en behaalde 36 punten.
In 2016 trok Montenegro zich terug.

## Lijst van Montenegrijnse deelnames
| Jaar | Artiest                        | Lied                     | Plaats | Punten | Taal                    |
| ---- | ------------------------------ | ------------------------ | ------ | ------ | ----------------------- |
| 2014 | Maša Vujadinović & Lejla Vulić | Budi dijete na jedan dan | 14     | 24     | Montenegrijns en Engels |
| 2015 | Jana Mirković                  | Oluja                    | 13     | 36     | Montenegrijns           |
| 2025 |                                |                          |        |        |                         |

| Kleur | Betekenis      |
| ----- | -------------- |
|       | Eerste plaats  |
|       | Tweede plaats  |
|       | Derde plaats   |
|       | Laatste plaats |
|       | Gastland       |

## Gegeven en gekregen punten
| Plaats | Land      | Punten |
| ------ | --------- | ------ |
| 1      | Servië    | 19     |
| 2      | Malta     | 16     |
| 3      | Bulgarije | 14     |
| 4      | Italië    | 13     |
| 5      | Oekraïne  | 10     |

| Plaats | Land            | Punten |
| ------ | --------------- | ------ |
| 1      | Servië          | 12     |
| 2      | Malta           | 10     |
| 3      | Noord-Macedonië | 8      |
| 4      | Slovenië        | 5      |
| 5      | Albanië         | 1      |

## Twaalf punten
(Een vetgedrukte editie betekent dat het land die editie won.)
| Twaalf punten gegeven aan: \| Aantal \| Land \| Edities \| \| ------ \| ------ \| ------- \| \| 1 \| Italië \| 2014 \| \| 1 \| Servië \| 2015 \| (J) = vakjury; (K) = kinderjury (vanaf 2016) |        |         |
| Aantal | Land   | Edities |
| 1 | Italië | 2014    |
| 1 | Servië | 2015    |

2014 · 2015 · 2016-2024